# Византийско-селджукски конфликти
Византийско-селджукските конфликти са серия военни сблъсъци в Мала Азия и Сирия между византийците и селджуците в периода от втората половина на 11 век до началото на 14 век.

## Предистория
В началото на 11 век Византия е във възход под властта на династията на Македонските императори. За империята настъпва своеобразен „ренесанс“ сравним със славните времена на Юстиниан. През 1018 година след близо половинвековни епични битки е покорена империята на Симеон Велики. Преди това Византия успява да възпре и отхвърли веднъж завинаги продължилия над 3 века устрем на Арабския халифат да я завоюва и да проникне в Европа.
Външнополитическите успехи на Византия в началото на 11 век се оказват краткотрайни и конюнктурни и имат тактически, а не стратегически ефект и измерение с оглед по-нататъшния ход на историческите събития за империята. През 40-те и началото на 50-те години на 11 век под въздействие на лесните успехи, византийския управляващ елит и духовенство в лицето на патриарх Михаил Керуларий предизвикват дипломатически и вътрешнорелигиозен конфликт със западната Римокатолическа църква, като се стига до т.нар. Велика схизма от 1054 година.

## Хронология
- В исторически план могат да се откроят следните периоди на военните действия:

### Ранни конфликти (1064 – 1071)
След Сасанидите и арабите по-малко от десет години след схизмата за империята от изток се появява пореден враг - селджуците. Те започват серия от кампанийни нападения за грабеж отвъд източната граница на империята. Василевсите от Константин IX Мономах до Роман Диоген атакуват превантивно и стратегически с цел да разбият новите „варвари“ и така да прекратят завоеванията им в Близкия изток. Християнските владетели се стремят да осуетят бъдещите тюркски намерения в зародиш, но в крайна сметка византийските сили претърпяват пълно фиаско и по ред причини от вътрешнополитическо естество. След сблъсъка при Капетра военните действия са вече реален факт и са прекъсвани в следващите столетия от краткотрайни напрегнати примирия.

### Селджукска експанзия (1071 – 1096)
Този период се свързва преди всичко със завоевателната инерция на селджуците на Тогрул бей I и Алп Арслан. Те се укрепват в Средна Азия за сметка на Абасидите, завладяват свещения град Багдад на Харун ал-Рашид и начеват неспирни грабителски атаки срещу християните на запад. Периодът се отличава с устойчив напредък и въоръжена експанзия на тюрките, маркиран най-вече с победата на Алп Арслан при Манцикерт. След този разгром Византия попада във водовъртеж, който сериозно заплашва самото ѝ съществуване – империята е застрашена от павликянски метежи, въстание на българите, създаването на норманската държава в Южна Италия. Селджуците се възползват от това и след като са използвани и като наемници във византийски граждански конфликти завладяват град Никея, който се превръща в новата столица на откъсналия се от Велики Селджук Иконийски султанат.

### Византийска контраофанзива (1096 – 1118)
След няколко неуспешни лица на трона на василевса сяда Алексий I Комнин. Както и при неговите предшественици от новия император се очаква да извърши чудо и да спаси Империята от вътрешните и външните заплахи. Алексий I Комнин успява – с променлив успех той ограничава или напълно ликвидира заплахата от печенеги, нормани и селджуци. И докато с първите му помагат куманите, при вторите подкупите и смъртта на норманския предводител Робер Гискар, то със селджукските тюрки определено му е необходимо чудо. И Алексий се опитва да го предизвика – на събора в Пиаченца пратениците на василевса за първи път молят Запада за помощ и говорят за Християнско Обединение срещу Исляма. Скоро след това папа Урбан II вдъхновява Първия кръстоносен поход, тласнал на изток стотици и хиляди западноевропейци. Тази въоръжена демографска маса залива Мала Азия и Близкия изток и принуждава селджуците да преминат в защита.

### Войни на Комниновото възраждане (1118 – 1176)
Периодът е запомнен като своеобразна „византийска реконкиста“ на Великите Комнини. През този етап византийските войски си възвръщат владението на почти цяла вътрешна Мала Азия и отлагат с около 2 века завладяването на гръцкото крайбрежие. Отслабва селджукския натиск върху византийските малоазийски територии и започва процес на разпадане на Иконийския султанат на малоазийски емирства.
Битката при Филомелион е малък реванш за Византия за загубата при Манцикерт. С тази победа Византия успява най-накрая да възстанови старата си граница със селджуците на линията Синоп-Филомелион, като мирният договор, удостоверяващ това, се сключва в Акроинон.
От този период датира и проект за кратковременен военен съюз между Византия и селджуците срещу Данишмендите. Този алианс не се осъществява, дори се стига до военна експедиция на Мануил I Комнин срещу Икония, но византийската колона е изненадана в теснините при Мариокефалон. Това води до „Втория Манцикерт“ за византийците.

## Последици
В резултат на загубата в битката при Манцикерт империята губи военно стратегическата инициатива, а това поражение е формален повод за кръстоносните походи. Това обстоятелство в съчетание с пробива на най-здраво укрепения и най-дълго устоялия на военен натиск лимес в Мала Азия предопределя поетапното отпадане от територията на Византия на малоазийските ѝ провинции Това в крайна сметка води да трагичния край на Източната Римска империя, настъпил няколко века по-късно с превземането на Константинопол от османските турци през 1453 година.
- Византия през 1025 година
- Византия през 1070 година
- Византия през 1095 година
- Византия през 1270 година
- Византия през 1400 година